# Yvon Back
 (juin 2020).
Si vous disposez d'ouvrages ou d'articles de référence ou si vous connaissez des sites web de qualité traitant du thème abordé ici, merci de compléter l'article en donnant les références utiles à sa vérifiabilité et en les liant à la section « Notes et références ».
Pour les articles homonymes, voir Back.
Yvon Back, né le 17 septembre 1961 à Thionville (Moselle), est un acteur français.

## Biographie
Yvon Back naît le 17 septembre 1961 à Thionville (Moselle),.

## Filmographie

### Cinéma

#### Longs métrages
- 1986 : On a volé Charlie Spencer de Francis Huster :
- 1987 : Chouans ! de Philippe de Broca : un soldat républicain
- 1990 : L'Entraînement du champion avant la course de Bernard Favre : Le voisin
- 1991 : Méchant Garçon de Charles Gassot : Le professeur
- 1992 : Le Tronc de Bernard Faroux et Karl Zéro : Président Monpouvoir
- 1993 : Regarde les hommes tomber de Jacques Audiard : Mickey
- 1995 : Les Péchés mortels de Patrick Dewolf : Inspecteur Talmi
- 1996 : Les Menteurs d'Élie Chouraqui : Philippe
- 1997 : Lautrec de Roger Planchon : Docteur Bourges
- 1998 : On a très peu d'amis de Sylvain Monod
- 1999 : Le Sourire du Clown d'Eric Besnard : De Renn
- 2001 : Les Portes de la gloire de Christian Merret-Palmair : Michel Moineau
- 2005 : Le Couperet de Costa-Gavras : Étienne Barnet
- 2005 : Le Nègre de Molière de Didier Bivel : Jean-Jacques Delorme / Corneille
- 2007 : C'est toujours mieux quand on sourit sur la photo de Jennifer Devoldère :
- 2007 : Deux vies plus une d'Idit Cebula : Michel
- 2007 : Désaccord parfait d'Antoine de Caunes : Le producteur
- 2009 : Jusqu'à toi de Jennifer Devoldère : Didier
- 2010 : Les meilleurs amis du monde de Julien Rambaldi : Roger Teston
- 2013 : Les Garçons et Guillaume, à table ! de Guillaume Gallienne : le professeur d'équitation
- 2019 : Les Crevettes pailletées de Maxime Govare et Cédric Le Gallo : Président de la fédération française de natation

#### Courts métrages
- 1988 Mise au point
- 1991 Rossignol de mes amours
- 1994 Les mickeys
- 1995 La Vie parisienne
- 1995 Des hommes avec des bas
- 1995 Bons baisers de Suzanne
- 1997 Échec au capital : Hengels
- 2001 Tête brûlée
- 2002 Varsovie-Paris
- 2003 Scotch : Jonas
- 2011 La culbute : Thierry Ribaud
- 2017 Roméo et Juliette n'aura pas lieu : Richard Vallier
- 2017 Le Fruit de nos entrailles : le gynécologue

### Télévision
- 1996-1997 : Les Cordier, juge et flic : Inspecteur Dumas (5 épisodes)
- 1997 : Le bonheur est un mensonge de Patrick Dewolf : Antoine Fontaine
- 1997 : Une femme d'honneur (épisode La grotte)
- 1998-2003 : Crimes en série
- 1999 : Joséphine, ange gardien : Pierre Chaumont (saison 3, épisode 4 : Une santé d'enfer)
- 2000 : Trois pères à la maison
- 2000 : Un homme à la maison de Michel Favart : Franck Bouttier
- 2003 : Un été de canicule
- 2003 : Lagardère de Henri Helman : Philippe de Gonzague
- 2003 : Femmes de loi : Gilles Coquet (épisode Crime passionnel)
- 2004 - 2005 : Les Montana (3 épisodes)
- 2005 : Rosalie s'en va de Jean-Dominique de La Rochefoucauld : Patrick
- 2005 : Le Piège du Père Noël de  Christian Faure : Gilles
- 2006 : Les enfants, j'adore ! de Didier Albert : Renaud Morin
- 2006 : Mariés... ou presque ! de Didier Grousset : Pierre Pelletier
- 2006 : Jeanne Poisson, marquise de Pompadour de Robin Davis : l'abbé Bernis
- 2006 : L'Enfant du secret
- 2007 : Les Intouchables
- 2007 : Notable, donc coupable
- 2008 - 2013 : Enquêtes réservées : Commandant, puis Lieutenant-Colonel Thierry Chapelle (alias Remi Wagner)
- 2009 : Jusqu'à l'enfer de Denis Malleval : le procureur Roche
- 2010 : Section de recherches : Maître Quentin Rolland (saison 4, épisode 14 : Le substitut)
- 2010 : Joséphine, ange gardien : Commandant Nicolas Vannier (saison 12, épisode 3 : Police blues)
- 2011 : Les Livres qui tuent de Denys Granier-Deferre : le libraire XIV
- 2012 : Simple question de temps de Henri Helman : Serge
- 2013 : La Rupture de Laurent Heynemann : Michel d'Ornano
- 2014 - 2015 : Hôtel de la plage de Christian Merret-Palmair : Victor (série)
- 2015 : Accusé : Max Calmette (saison 1, épisode 4 : L'histoire de Sophie)
- 2015 : Couvre-feu de Harry Cleven : Laurent
- 2015 : Crimes et botanique : Étienne
- 2015 : Commissaire Magellan (épisode Grand large)
- 2016 : Famille d'accueil (épisodes L'Enfant de la rue et Sous emprise)
- 2017 : Marie de Bourgogne d'Andreas Prochaska : Guy de Brimeu
- 2017 : Mongeville de Bruno Garcia : Xavier Masson (épisode Séminaire à vif)
- 2019 - en cours : Un si grand soleil d'Olivier Szulzynger, Éline Le Fur, Cristina Arellano et Stéphanie Tchou-Cotta : Commissaire Clément Becker
- 2019 : Les Enfants du secret de David Morley : Gasquet
- 2019 : Le Prix de la loyauté de Grégory Écale : Marc Vandeuil
- 2020 : Le Diable au cœur de Christian Faure : Paul

## Théâtre
- 1994 : L'Amour en Crimée de Sławomir Mrożek, mise en scène Jorge Lavelli, Théâtre national de la Colline